# 柳亭市朗
柳亭 市朗（りゅうてい いちろう）は、四代目柳亭市馬一門の前座名。
- 柳亭市朗 - 現∶六代目玉屋柳勢[1]
- 柳亭市朗 - 現∶柳亭市次郎[2]